# 엄기백
엄기백(1953년 6월 16일 ~ )은 대한민국의 방송인이다.

## 학력
- 경주중학교
- 경주고등학교
- 동국대학교 연극영화과 학사
- 동국대학교 문화예술대학원 석사과정 수료 (영상예술 전공)

## 경력
- KBS 드라마본부 PD (차장급)
- KBS TV제작본부 드라마운영팀장 (부장급)
- KBS 드라마본부 편성기획팀장 (제작위원)
- KBS 심의평가실 자문위원 (국장급)
- KBS 수원센터 센터장 (본부장급)
- 경주예술의전당 관장
- 경주문화재단 사무처장 (상임이사 겸임)
- 경주시립극단 예술감독

## 작품 활동

### 드라마
| 제작년도 | 방송 | 제목                      | 역할         | 비고 |
| -------- | ---- | ------------------------- | ------------ | ---- |
| 1986     | KBS2 | 형사 25시                 | 연출         |      |
| 1995     | KBS2 | 바람의 아들               | 편성 기획    |      |
| 1996     | KBS2 | 첫사랑                    | 편성 기획    |      |
| 1996     | KBS2 | 머나먼 나라               | 편성 기획    |      |
| 1999     | KBS2 | 학교                      | 편성 기획    |      |
| 1999     | KBS2 | 학교 2                    | 편성 기획    |      |
| 1999     | KBS2 | 누룽지 선생과 감자 일곱개 | 편성 기획    |      |
| 2000     | KBS1 | 학교 3                    | 책임프로듀서 |      |
| 2000     | KBS1 | 태조 왕건                 | 편성 기획    |      |
| 2000     | KBS2 | 가을동화                  | 편성 기획    |      |
| 2001     | KBS1 | 학교 4                    | 책임프로듀서 |      |
| 2001     | KBS2 | 명성황후                  | 편성 기획    |      |
| 2002     | KBS2 | 겨울연가                  | 편성 기획    |      |
| 2002     | KBS2 | 장희빈                    | 편성 기획    |      |
| 2003     | KBS2 | 여름향기                  | 편성 기획    |      |
| 2003     | KBS2 | 상두야, 학교가자          | 편성 기획    |      |
| 2003     | KBS2 | 성장드라마 반올림         | 편성 기획    |      |
| 2004     | KBS2 | 북경, 내 사랑             | 편성 기획    |      |

### 영화
- 정말 먼 곳 (2021년) - 문상객 역
- 룸 쉐어링 (2022년) - 폐지 할아버지 역